# Brezovica pri Črmošnjicah
Brezovica pri Črmošnjicah je naselje u slovenskoj Općini Semiču. Brezovica pri Črmošnjicah se nalazi u pokrajini Dolenjskoj i statističkoj regiji Donjoposavskoj regiji. 

## Stanovništvo
Prema popisu stanovništva iz 2002. godine naselje je imalo 6 stanovnika.